# ميكيل بورتا
ميكيل بورتا (بالإسبانية: Miquel Porta)‏ هو عالم وبائيات ‏ وطبيب وبروفيسور إسباني، ولد في 1957 في برشلونة في إسبانيا.